# Marie-Madeleine Guimard
Pour les articles homonymes, voir Guimard.
Marie-Madeleine Guimard, née rue de Bourbon-Villeneuve à Paris, baptisée le 27 décembre 1743, morte à Paris le 4 mai 1816, a été une des plus célèbres danseuses de la seconde moitié du XVIIIe siècle.
Actrice en vue de la société libertine, elle a été un mécène au goût très sûr et favorisa la carrière de plusieurs artistes dont Fragonard. Son mari Despréaux, professeur de danse de Mme du Barry et de Mme de Champcenetz, assurait qu’elle jouait « parfaitement la comédie, ainsi que l’opéra-comique. Sa figure expressive peignait aisément toutes les sensations qu’elle éprouvait ou était censée éprouver (...) Une noble simplicité régnait dans sa danse: elle se dessinait avec goût et mettait de l’expression et du sentiment dans ses mouvements, et elle était inimitable dans tous les ballets anacréontiques. En quittant le théâtre, elle emporta ce genre agréable avec elle ».

## Les débuts
Fille naturelle de Fabien Guimard, inspecteur des toiles de Voiron, et d’une demoiselle Bernard, son père ne la reconnut que douze ans plus tard et elle fut légitimée en 1765. Marie-Madeleine Guimard commença sa carrière de danseuse en 1758 à la Comédie-Française qui possédait alors un corps de ballet. Mais son ascension sociale date de son admission en 1761 à l’Académie royale de musique.
L’Opéra, appelé par certaines mauvaises langues le « tripot lyrique », servait de « vivier » de jeunes sujets pour la riche société capable de les entretenir sur un grand pied. Cette situation était admise et tolérée du fait de la franchise que conférait aux intéressées leur engagement à l’Opéra. Une fois « encataloguée », la jeune artiste échappait de fait à la tutelle parentale.
« Bien faite et déjà en possession de la plus jolie gorge du monde, d’une figure assez bien, sans être jolie, l’œil fripon et portée au plaisir »(sources?), elle avait, malgré sa maigreur, l’art de séduire – également celui dit-on de savoir « s’apprêter » –. En 1760, elle eut une première liaison avec le danseur Léger dont elle eut un enfant. Mais elle avait déjà été remarquée parmi les figurantes de l’Opéra où, peu farouche, elle avait répondu aux avances de ses premiers soupirants, le président de Saint-Lubin et Bertin dit « des parties casuelles » pour le distinguer de son homonyme le ministre. Sophie Arnould qui lui reprochait de commettre sept fois par jour les sept péchés capitaux, s’entendit répondre: « à nous deux cela fait le double ». Marie-Madeleine Guimard était intelligente, raffinée et avait infiniment d’esprit. 
Son charme personnel n’en fit jamais une courtisane ordinaire et le ton trivial adopté à son sujet par certains historiographes,  à la suite d'Edmond de Goncourt, ne lui convient pas. Elle fut aimée par quelques hommes parmi plus riches et les plus influents de l’époque, notamment Jean-Benjamin de Laborde, premier valet de chambre ordinaire du roi, mécène et compositeur de musique. Une fille, appelée également Marie-Madeleine, naquit de leur liaison en avril 1763. Selon les usages du temps, Marie-Madeleine Guimard obtint une rente viagère importante ce qui lui permit d’avoir un train de vie en rapport avec sa notoriété montante. Contrairement à Mlle Dervieux, elle ne quitta pas l’Opéra ou, tant par ses relations que par son talent, elle obtint une sorte d’avancement. Passionnée de musique, elle partagea cette passion avec le second de ses amants qui fut aussi un ami, le prince de Soubise, mélomane distingué, qui recevait ses amis dans son fameux hôtel de la rue de l’Arcade. Tous les musiciens et amateurs du temps défilèrent chez lui, entre autres le chevalier de Saint-Georges qui y donna à jouer certaines de ses compositions et dirigea à la suite de Gossec un chœur d’amateurs. La future Julie Talma, si remarquable par son esprit, alors connue sous le nom de « Mlle Julie » appartenait elle aussi à ce cercle.

## Danseuse
Mlle Guimard fut admise à danser pour le roi qui lui fit verser une pension de 1 500 livres. Ses appointements à l’Opéra étaient plus importants et, tant Laborde que Soubise, qui se jalousaient, lui faisaient des cadeaux divers, toujours somptueux.

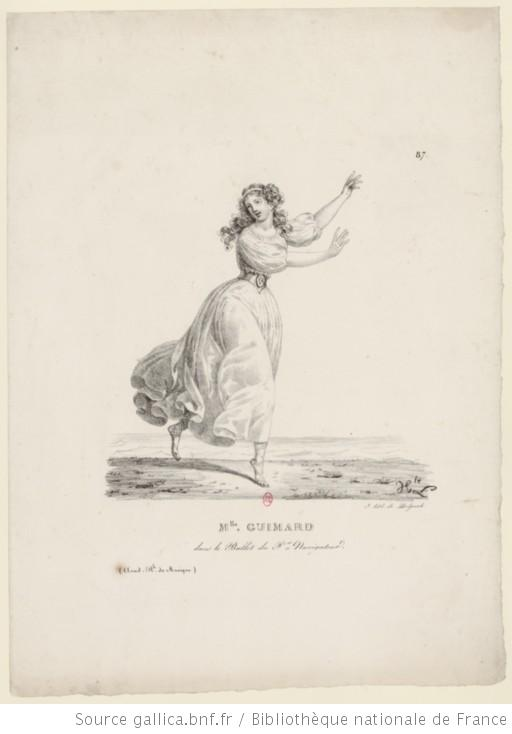
Mélide dans le ballet Le Premier Navigateur, 1785

Elle a dansé dans le prologue du ballet Ballet des élémens chorégraphié par Antoine Bandieri de Laval et son fils Michel, le 8 novembre 1764 à Fontainebleau
Elle a aussi dansé dans la tragédie lyrique Atys et l'on retient l'importance qu'elle eut, par ses dons d'expression dramatique, dans les ballets de Jean-Georges Noverre (Jason et Médée, Les Horaces et les Curiaces, Les Petits Riens) et de Maximilien Gardel (La Chercheuse d'esprit, Ninette à la cour, Le Premier Navigateur, Le Déserteur . 

## Le Théâtre dePantin
Elle eut bientôt aussi sa petite maison hors Paris, dans le village de Pantin, secteur aussi apprécié que Romainville pour ses bois et sa qualité de l’air. La maison, achetée le 7 septembre 1766, se composait de deux corps de bâtiment situés rue de Montreuil (actuelle rue Charles-Auray) à l’emplacement de l’école Paul-Langevin. Les travaux d’aménagement, sur un projet confié à Mathurin Cherpitel, furent largement à la charge de Charles de Rohan, prince de Soubise dont les Nouvelles à la main, parlent alors comme d’un véritable sultan, qui entretenait plusieurs maîtresses à la fois. Passionnée par le théâtre, Mlle Guimard voulut avoir un petit théâtre de société dont le projet fut annexé sur les plans de cette nouvelle maison.
Mlle Guimard se partagea plusieurs années entre sa résidence parisienne et le village de Pantin où elle séjournait aux beaux jours. « On parle d’aller à Pantin comme d’aller à Versailles » applaudir des spectacles « pour lesquels Charles Collé semble faire uniquement son théâtre de société, Carmontelle écrire ses proverbes, de La Borde composer sa musique ». Ces spectacles « où le tout-Paris aristocratique du temps, y compris les princes du sang, brigue l’honneur d’être admis », sont cités parmi ceux où, parfois, sont représentés des spectacles libertins. Ils débutent le jeudi 7 décembre 1768, jour de la Vierge, par la Partie de chasse de Henri IV, qui, en raison de son succès, est redonnée la veille et le jour de Noël. En juillet de l’année suivante, le bruit court d’une suspension des spectacles du fait de l’absence de Soubise, mais ils reprennent peu après avec le triomphe de La Tête à perruque.
Des représentations de plus en plus licencieuses se succèdent, à tel point qu’on craint leur interdiction par les autorités, notamment « la parade la plus épicée de Vadé », Madame Engueule, parade suivie d’une fricassée dansée par Mlle Guimard et par Jean Dauberval devenu son greluchon. De même La Vérité dans le vin de Charles Collé, qualifié de « chef-d’œuvre du théâtre grivois » obtient un franc succès. Marie-Madeleine Guimard y joue un rôle, de sa voix qualifiée de « sépulcrale » ou « rauque » selon le comédien Fleury.
Il est possible de se faire une idée de cette tonalité grivoise, par le discours de clôture de septembre 1770 reproduit par Goncourt dans sa biographie. Centré sur les notions « d’entrée et de sortie », il est d’une lourde vulgarité.
À la fin des années 1770, Mlle Guimard, qui avait de gros besoins d’argent, eut l’idée - qui lui a d’ailleurs peut-être été suggérée - d’ouvrir un « bureau de recettes » avec la complicité d’une évêque libertin, monseigneur de Jarente de La Bruyère, évêque d’Orléans, qui aurait été son amant. Elle se faisait le porte parole, auprès de Jarente, de demandes de membres du clergé désirant des augmentations de traitement. Ces demandes étaient assorties de pourboires variables selon l’importance de la demande. Louis XVI, informé du manège, se mit en colère et morigéna l’évêque Jarente.

## Le «Temple de Terpsichore» à Paris

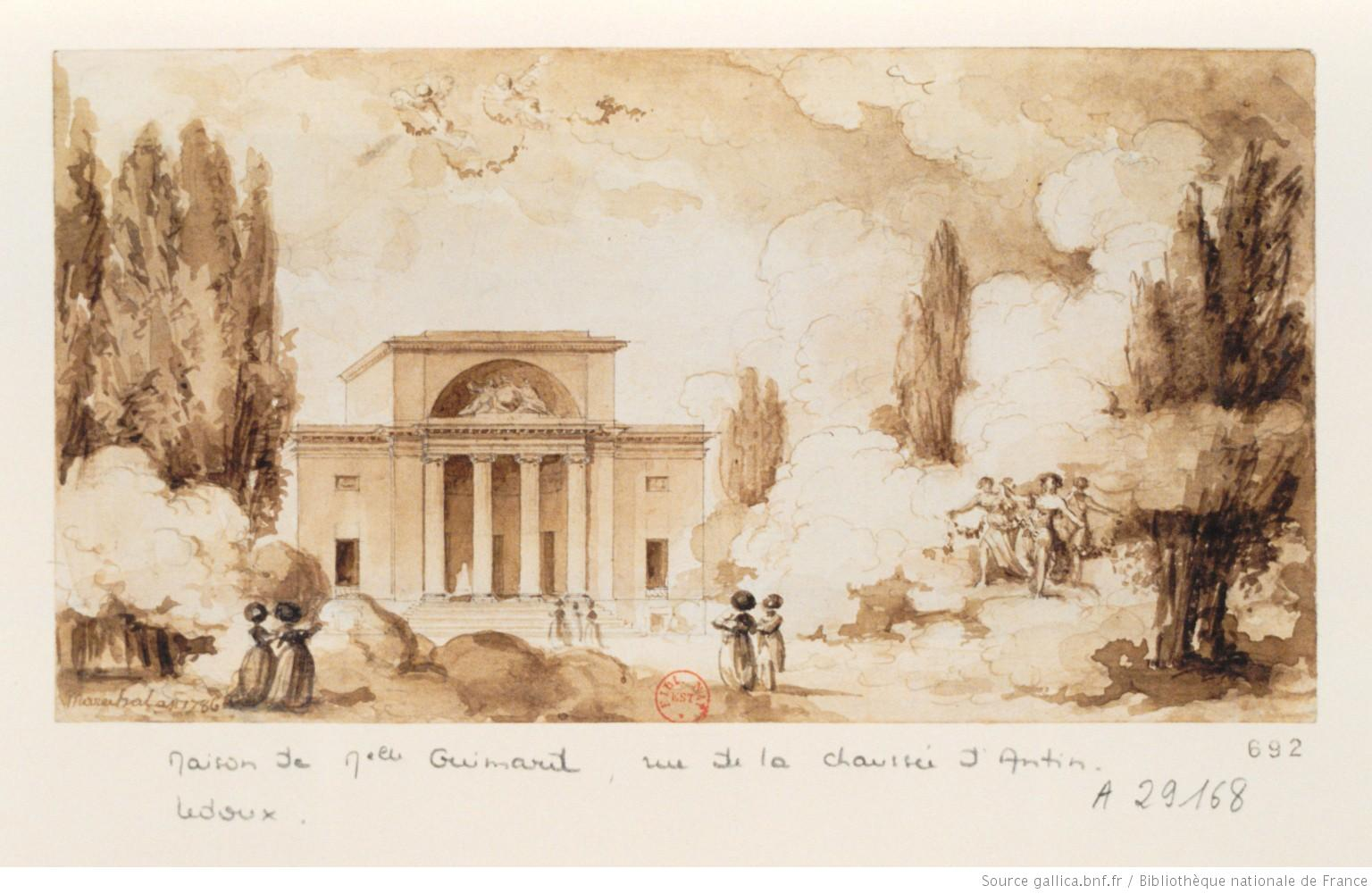
Hôtel de la Guimard, chaussée d’Antin, dessin de Jean-Baptiste Maréchal.

Cédant à la mode, elle se fait construire par l’architecte Ledoux un magnifique hôtel dans le nouveau quartier de la chaussée d'Antin, comportant une salle de spectacle pouvant accueillir 500 personnes. L’ouverture attendue de ce « temple de Terpsichore » s’effectue le 8 décembre 1772, mettant fin aux spectacles de Pantin.
Un dîner prévu dans l’hôtel fut interdit par l’archevêque de Paris. Les victuailles de ce festin de cent couverts furent alors portées au curé pour en faire la distribution aux pauvres, et ce festin manqué s’appela le « Souper des chevaliers de Saint-Louis », à cause des cinq louis, prix de la cotisation...
Mais l’argent manqua bientôt et la danseuse fut dans l’obligation de mettre son hôtel en loterie (hôtel qui sera détruit lors des travaux effectués par le baron Haussmann).
En 1789, elle danse au King's Theatre de Londres et se marie avec Jean-Étienne Despréaux (1748-1820), danseur et chansonnier.
Selon une idée répandue, elle aurait été enterrée dans l'ancien cimetière de Boulogne Billancourt, dans le bois de Boulogne, qui jouxte l'hippodrome de Longchamp. Guimard a en fait été enterrée au cimetière du Père-Lachaise (29e division),

## Hommage

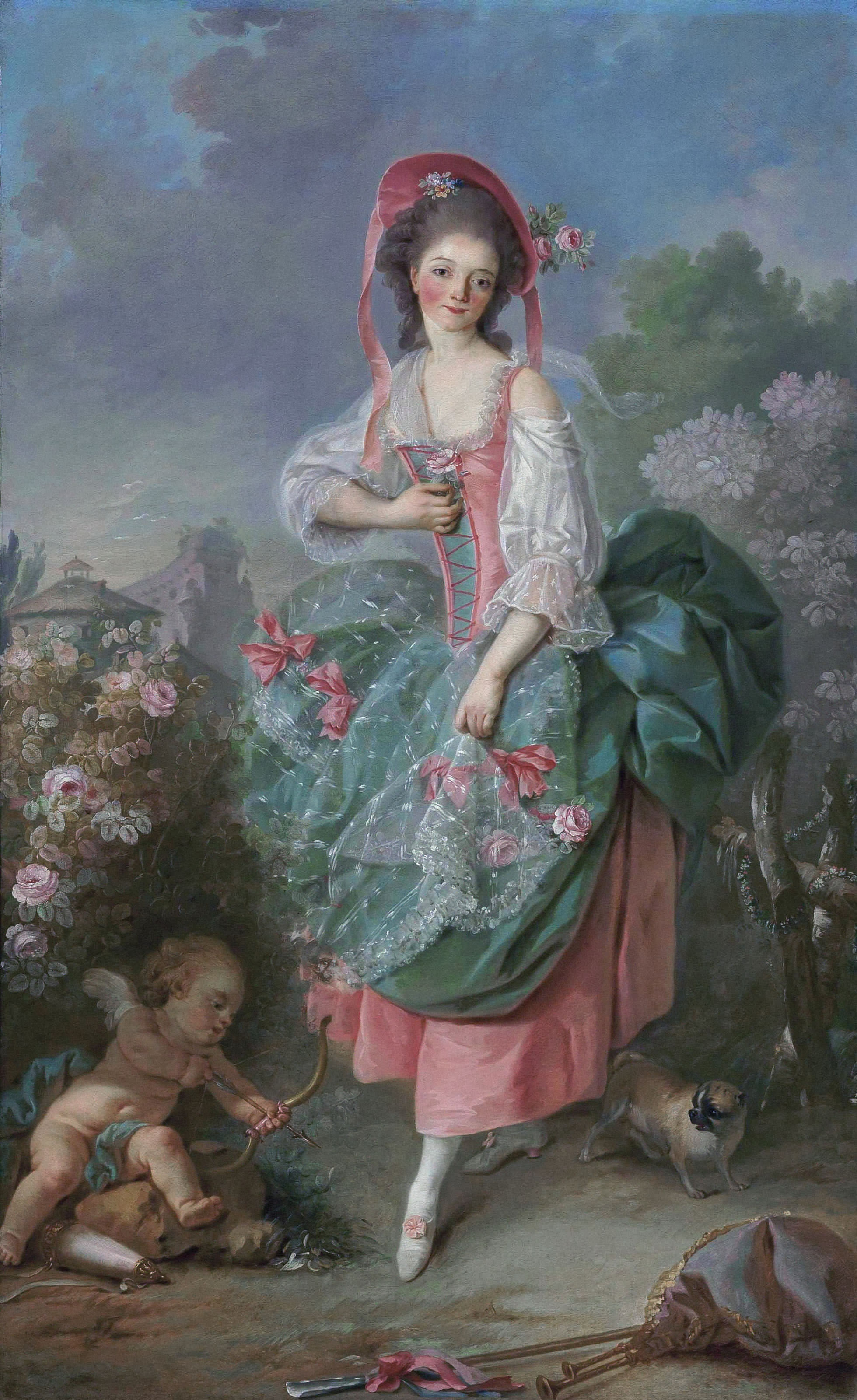
Mlle Guimard par Jacques-Louis David

Charles Compan, auteur du premier dictionnaire de danse de l'Histoire, le dédicace à « Mademoiselle G** » en 1787, en réalité Marie-Madeleine Guimard.

## Extraits desMémoires secrets (dits) de Bachaumontconcernant la Guimard

### 9 juillet 1769 (IV)
« Un sujet de l’Opéra très précieux au public dans son genre excite les craintes de la perdre. Mademoiselle Guimard, dont les talents pour la danse font les délices des amateurs, est à la veille, dit-on de faire banqueroute ; on assure que M. le Maréchal Prince de Soubise lui retira les 2000 écus par mois, dont il la gratifiait ; ce qui fait un objet de 72 000 livres de rentes de moins, fixes par an, indépendamment des objets particuliers. M. de La Borde est ruiné et ne peut plus contribuer aux amusements de cette nymphe que par son goût et par sa musique. Elle a été obligée de suspendre des délicieux spectacles, et divers créanciers la tourmentent au point qu’elle ne sait de quel côté faire face. On évalue à plus de 400 000 francs le montant de l’argent qu’il lui faudrait pour le présent. On espère pourtant que quelque Milord, ou baron allemand, viendra au secours de la moderne Terpsichore : nouvelle honte pour les Français, si un étranger leur donnait cet exemple ! »

### 31 décembre 1770 (XIX)
« Aux couplets, cantiques et chansons qui ont amusé les amateurs de l’opéra a succédé une caricature qui fait l’objet de leur curiosité et de leur empressement. Il faut se rappeler, pour son intelligence, ce qu’on a dit il y a déjà quelque temps, que M. le Prince de Soubise donnait 2000 écus par mois à Mademoiselle Guimard, célèbre danseuse du théâtre lyrique, que le sieur La Borde composait la musique des spectacles de cette Terpsichore, et présidait à leur exécution, et qu’enfin le sieur Dauberval était l’ami de cœur, ce que ces demoiselles appellent en termes techniques le Guerluchon.
En conséquence, dans l’estampe en forme de concert, on y voit d’une part le Prince de Soubise jouant de la poche ; le sieur La Borde tenant un ballet d’une main et de l’autre une règle ou bâton de mesure ; le sieur Dauberval donnant du cors et la Demoiselle Guimard se balançant comme en cadence, et tenant en main un papier chargé de quelques notes de musique avec ce titre en gros caractères, CONCERT A TROIS. »

### 27 juillet 1772 (XXIV)
« La fameuse parade exécutée sur le théâtre de Mademoiselle Guimard a pour titre Madame Engueulle et cause beaucoup de rumeur ; on craint que la police ne prenne inspection de ce spectacle licencieux et le fasse fermer. »

### 16 janvier 1779
(Mademoiselle Guimard est nommée trésorière de l’Opéra)

« C’est Guimard qu’on vient d’élire

Trésorière à l’Opéra

On a raison, car elle a

La plus grande tirelire »

## Iconographie
- Olivier Blanc, Portraits de femmes, artistes et modèles au temps de Marie-Antoinette, Paris, Carpentier, 2006